# Maia (equipo ciclista)
La conocida como estructura Maia  fue un equipo ciclista portugués con sede en Maia primero y en Póvoa de Varzim después, y cuyos principales patrocinadores a lo largo de su existencia (1991-2008) fueron compañías como Jumbo, CIN, Milaneza, MSS y LA Aluminios.
En sus últimos años era de categoría Continental, con Manuel Zeferino como director principal.
Llegó a participar en la Vuelta a España en 2001 y 2002.

## Corredor mejor clasificado en las Grandes Vueltas
| Año  | Giro de Italia | Tour de Francia | Vuelta a España               |
| ---- | -------------- | --------------- | ----------------------------- |
| 1991 | -              | -               | -                             |
| 1992 | -              | -               | -                             |
| 1993 | -              | -               | -                             |
| 1994 | -              | -               | -                             |
| 1995 | -              | -               | -                             |
| 1996 | -              | -               | 42.º Manuel Luis Abreu Campos |
| 1997 | -              | -               | Abandono                      |
| 1998 | -              | -               | -                             |
| 1999 | -              | -               | -                             |
| 2000 | -              | -               | -                             |
| 2001 | -              | -               | 8.º Claus Michael Møller      |
| 2002 | -              | -               | 12.º Claus Michael Møller     |
| 2003 | -              | -               | 16.º Txema del Olmo           |
| 2004 | -              | -               | -                             |
| 2005 | -              | -               | -                             |
| 2006 | -              | -               | -                             |
| 2007 | -              | -               | -                             |
| 2008 | -              | -               | -                             |

## Material ciclista
El equipo utilizaba bicicletas Specialized y en su última temporada Orbea.

## Sede
El equipo tuvo su sede en Vermoim, una freguesia de Maia, hasta 2006. Desde entonces y hasta su desaparición tuvo su sede en Póvoa de Varzim, ciudad natal de Manuel Zeferino.

## Plantilla

### Plantilla 2008
| Nombre               | Nacimiento | Nacionalidad | Equipo 2007       |
| Alfonso Azevedo      | 13/06/1981 | Portugal     | LA-MSS            |
| Rogerio Batista      | 02/12/1983 | Portugal     | LA-MSS            |
| João Cabreira        | 12/05/1982 | Portugal     | LA-MSS            |
| Pedro Cardoso        | 12/04/1974 | Portugal     | LA-MSS            |
| Claudio Faria        | 01/10/1977 | Portugal     | LA-MSS            |
| José Antonio Garrido | 28/11/1975 | España       | LA-MSS            |
| Bruno Neves          | 05/09/1981 | Portugal     | LA-MSS            |
| Bruno Pires          | 15/05/1981 | Portugal     | LA-MSS            |
| Pedro Romero         | 04/06/1982 | España       | Spiuk-Extremadura |
| Tiago Silva          | 06/10/1986 | Portugal     | Neoprofesional    |
| Xavier Tondo         | 05/11/1978 | España       | LA-MSS            |
| Ángel Vicioso        | 13/04/1977 | España       | Relax-GAM         |
| Constantino Zaballa  | 15/05/1978 | España       | Caisse d'Epargne  |